# Pemphigus bursarius
Pemphigus bursarius är en insektsart som först beskrevs av Carl von Linné 1758. Enligt Catalogue of Life ingår Pemphigus bursarius i släktet Pemphigus och familjen långrörsbladlöss, men enligt Dyntaxa är tillhörigheten istället släktet Pemphigus och familjen pungbladlöss. Arten är reproducerande i Sverige. Inga underarter finns listade i Catalogue of Life.